# Vila Boa do Bispo
Vila Boa do Bispo is een plaats (freguesia) in de Portugese gemeente Marco de Canaveses en telt 3085 inwoners (2001).